# Final de la Copa Africana de Naciones 1998
La final de la Copa Africana de Naciones del 1998 fue jugada en el Estadio del 4 de Agosto el 28 de febrero de 1998, los finalistas del torneo fueron la selección de Sudáfrica y la selección de Egipto. El partido finalizó con triunfo de los egipcios por 2 a 0, marcando con esto la obtención de la cuarta corona continental para Egipto luego de 12 años de su último título en 1986.

## Enfrentamiento
| Bandera de Sudáfrica | vs. | Bandera de Egipto |
| Sudáfrica 0          | vs. | Egipto 2          |
| -------------------- | --- | ----------------- |

## Camino a la final
| Equipo          | Pts. | PJ | PG | PE | PP | GF | GC | Dif |
| --------------- | ---- | -- | -- | -- | -- | -- | -- | --- |
| Costa de Marfil | 7    | 3  | 2  | 1  | 0  | 10 | 6  | 4   |
| Sudáfrica       | 5    | 3  | 1  | 2  | 0  | 5  | 2  | 3   |
| Angola          | 2    | 3  | 0  | 2  | 1  | 5  | 8  | -3  |
| Namibia         | 1    | 3  | 0  | 1  | 2  | 7  | 11 | -4  |

| Equipo     | Pts. | PJ | PG | PE | PP | GF | GC | Dif |
| ---------- | ---- | -- | -- | -- | -- | -- | -- | --- |
| Marruecos  | 7    | 3  | 2  | 1  | 0  | 5  | 1  | 4   |
| Egipto     | 6    | 3  | 2  | 0  | 1  | 6  | 1  | 5   |
| Zambia     | 4    | 3  | 1  | 1  | 1  | 4  | 6  | -2  |
| Mozambique | 0    | 3  | 0  | 0  | 3  | 1  | 8  | -7  |

## Partido
| 1          | Guardameta     | Brian Baloyi      |     |
| 2          | Defensa        | Andrew Rabutla    |     |
| 5          | Defensa        | Mark Fish         |     |
| 19         | Defensa        | Lucas Radebe      |     |
| 4          | Centrocampista | Willem Jackson    |     |
| 6          | Centrocampista | Phil Masinga      | 81' |
| 10         | Centrocampista | John Moshoeu      |     |
| 11         | Centrocampista | Helman Mkhalele   |     |
| 18         | Centrocampista | John Moeti        |     |
| 12         | Delantero      | Brendan Augustine | 48' |
| 17         | Delantero      | Benni McCarthy    |     |
| Entrenador | Entrenador     | Jomo Sono         |     |

| 1          | Guardameta     | Nader El-Sayed       |     |
| 2          | Defensa        | Abdel-Zaher El-Saqqa |     |
| 3          | Defensa        | Mohamed Emara        |     |
| 4          | Defensa        | Hany Ramzy           |     |
| 5          | Defensa        | Samir Kamouna        |     |
| 6          | Defensa        | Medhat Abdel-Hady    |     |
| 8          | Centrocampista | Yasser Radwan        |     |
| 17         | Centrocampista | Ahmed Hassan         |     |
| 20         | Centrocampista | Tarek Mostafa        | 78' |
| 9          | Delantero      | Hossam Hassan        |     |
| 14         | Delantero      | Hazem Emam           | 55' |
| Entrenador | Entrenador     | Mahmoud El-Gohary    |     |

| 14 | Delantero      | Quinton Fortune | 48' |
| 13 | Centrocampista | Pollen Ndlanya  | 81' |

| 10 | Centrocampista | Abdel Sattar Sabry | 55' |
| 21 | Delantero      | Osama Nabieh       | 78' |

| Amonestado | 28' | Helman Mkhalele |
| Amonestado | 44' | Lucas Radebe    |
| Amonestado | 79' | John Moeti      |

| Amonestado | 55' | Ahmed Hassan  |
| Amonestado | 62' | Samir Kamouna |

| Anotado | 5'  | Ahmed Hassan  | 0-1 |
| Anotado | 13' | Tarek Mostafa | 0-2 |

| Árbitro | Said Belqola |

| 1          | Guardameta     | Brian Baloyi      |     |
| 2          | Defensa        | Andrew Rabutla    |     |
| 5          | Defensa        | Mark Fish         |     |
| 19         | Defensa        | Lucas Radebe      |     |
| 4          | Centrocampista | Willem Jackson    |     |
| 6          | Centrocampista | Phil Masinga      | 81' |
| 10         | Centrocampista | John Moshoeu      |     |
| 11         | Centrocampista | Helman Mkhalele   |     |
| 18         | Centrocampista | John Moeti        |     |
| 12         | Delantero      | Brendan Augustine | 48' |
| 17         | Delantero      | Benni McCarthy    |     |
| Entrenador | Entrenador     | Jomo Sono         |     |

| 1          | Guardameta     | Nader El-Sayed       |     |
| 2          | Defensa        | Abdel-Zaher El-Saqqa |     |
| 3          | Defensa        | Mohamed Emara        |     |
| 4          | Defensa        | Hany Ramzy           |     |
| 5          | Defensa        | Samir Kamouna        |     |
| 6          | Defensa        | Medhat Abdel-Hady    |     |
| 8          | Centrocampista | Yasser Radwan        |     |
| 17         | Centrocampista | Ahmed Hassan         |     |
| 20         | Centrocampista | Tarek Mostafa        | 78' |
| 9          | Delantero      | Hossam Hassan        |     |
| 14         | Delantero      | Hazem Emam           | 55' |
| Entrenador | Entrenador     | Mahmoud El-Gohary    |     |

| 14 | Delantero      | Quinton Fortune | 48' |
| 13 | Centrocampista | Pollen Ndlanya  | 81' |

| 10 | Centrocampista | Abdel Sattar Sabry | 55' |
| 21 | Delantero      | Osama Nabieh       | 78' |

| Amonestado | 28' | Helman Mkhalele |
| Amonestado | 44' | Lucas Radebe    |
| Amonestado | 79' | John Moeti      |

| Amonestado | 55' | Ahmed Hassan  |
| Amonestado | 62' | Samir Kamouna |

| Anotado | 5'  | Ahmed Hassan  | 0-1 |
| Anotado | 13' | Tarek Mostafa | 0-2 |

| Árbitro | Said Belqola |

|                   |
| Bandera de Egipto |
| Campeón Egipto    |
| 4.to título       |